# Kenneth Grange

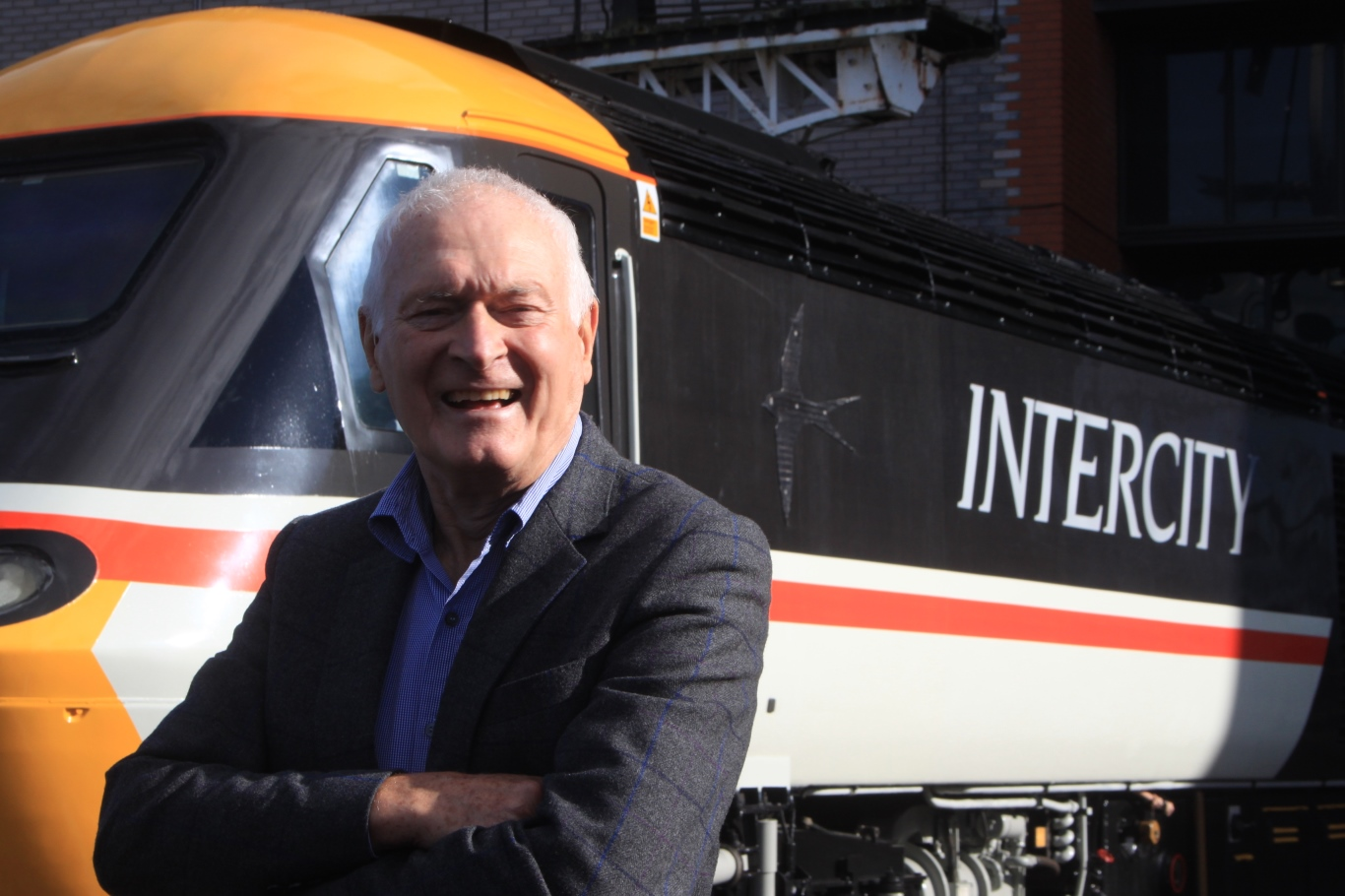
Kenneth Grange, 2016

Kenneth Grange, CBE (* 17. Juli 1929 in London; † 21. Juli 2024) war ein britischer Industriedesigner.

## Leben
Kenneth Grange studierte an der School of Arts and Crafts und arbeitete danach als technischer Zeichner für die Royal Engineers. In den 1950er-Jahren wurde er Assistent des Architekten Jack Howe und gründete 1958 sein erstes eigenes Unternehmen Kenneth Grange Design Ltd. Von 1972 bis 1992 war er Teilhaber des von ihm mitgegründeten Design-Beratungsunternehmens Pentagram, das Verpackungen und Produkte für Unternehmen wie Tesco, Boots, 3Com, Swatch, Tiffany & Co, Dell, Netgear, Nike und Timex entwarf. Grange entwarf auch Wilkinson Sword Rasierer, Kameras für Kodak, Ronson Feuerzeuge, die Schreibtischlampen Anglepoise Lamp Type 3 und Type 75 von 2003/04, Parker Schreibgeräte und das Außendesign des englischen InterCity 125 Zuges. Viele dieser Produkte wurden zu Klassikern des Produktdesigns. 2007 war er Mitglied der Jury des red dot design award:product design.
1984 wurde er zum Commander of the British Empire ernannt.
Grange starb am 21. Juli 2024 im Alter von 95 Jahren.